# Vila Růže (Zbraslav)
Vila Růže je jednopatrová vila (obklopená rohovou zahradou) nacházející se na vltavském nábřeží v Praze na Zbraslavi na křižovatce ulic Opata Konráda a Pod Špitálem (na adrese: Ulice Opata Konráda 334, 156 00 Praha 5 – Zbraslav). Objekt je památkově chráněn (od 3. května 1958) a má zajímavou vnitřní dispozici: haly se schodištěm navazují na terasu a lodžii. Stavba je příkladem moderní architektury ve stylu secesního řešení s prvky art deco, které jsou přímo patrné na její fasádě. Byla postavena v letech 1911 až 1913 podle návrhu architekta Ing. Otakara Novotného. (Dle projektu Kotěrova žáka architekta Františka Kavalíra.) Interiéry vily navrhoval profesor Kysela. Nedílnou součástí vily je i rozsáhlá udržovaná zahrada. Zahrada i oplocení pozemku si zachovalo svůj původní chrakter. Vila sloužila filmařům k natáčení několika filmů, za všechny možno jmenovat českou filmovou detektivní retrokomedii Ladislava Smoljaka (režie) a Zdeňka Svěráka z roku 1984 – Rozpuštěný a vypuštěný. V tomto filmu bydlel ve vile Růže (ještě před tím, než byl údajně zabit) továrník Karel Bierhanzel (Jiří Kodet), jehož továrna se zabývala výrobou vyhlášené masti pro podporu růstu vlasů.